# ヨランド・ダンジュー
ヨランド・ダンジュー（仏: Yolande d'Anjou, 1428年11月2日 - 1483年3月23日）は、ロレーヌ女公（在位：1473年）、バル女公（在位：1480年 - 1483年）。ナポリ王、アンジュー公兼ロレーヌ公ルネ・ダンジュー（ルネ1世）とロレーヌ女公イザベルの長女。ジャン2世の妹でイングランド王ヘンリー6世妃マルグリットの姉。

## 生涯
1445年にヴォーデモン伯フェリー2世（1420年 - 1470年）と結婚した。ヴォーデモン伯家はヨランドの母方の祖父に当たるロレーヌ公シャルル2世の弟フェリー1世に始まる、かつてのロレーヌ公家であるシャトノワ家の分家であった。フェリー2世はフェリー1世の孫であり、ヨランドの又従兄弟に当たった。
ヨランドの結婚までには紆余曲折があった。母イザベルが祖父シャルル2世からロレーヌ公位の継承者にされたことに従叔父のヴォーデモン伯アントワーヌ（フェリー1世の子）が反対、アントワーヌにブルゴーニュ公フィリップ3世（善良公）が協力して父ルネと戦闘になり、敗れた父は1431年から幽閉されてしまった。やがて釈放された父とアントワーヌとの間に妥協が成立、それぞれの子供たち（ヨランドとフェリー2世）の結婚で継承問題に決着をつけた。2人の子孫はハプスブルク＝ロートリンゲン家、ギーズ家に分かれていった。
2人の間の子は以下の通りである。
- ルネ2世（1451年 - 1508年） - ロレーヌ公
- ニコラ（? - 1476年）
- ピエール（? - 1451年）
- ジャンヌ（1458年 - 1480年） - ヨランドの従弟アンジュー公シャルル4世と結婚
- ヨランド（? - 1500年） - ヘッセン方伯ヴィルヘルム2世と結婚
- マルグリット（1463年 - 1521年） - アランソン公ルネと結婚

甥であるニコラ・ダンジューが独身のまま死去すると、ヨランドがロレーヌ公国を相続したが、すぐに息子ルネに譲った。
資料によってはヨランドをロレーヌ女公としないものもある。また、ロレーヌ女公とした上で、夫フェリー2世をロレーヌ公フレデリック（フェリー）5世としているものもある。